# Xyphon gillettei
Xyphon gillettei är en insektsart som först beskrevs av Ball 1901.  Xyphon gillettei ingår i släktet Xyphon och familjen dvärgstritar. Inga underarter finns listade i Catalogue of Life.